# Famille Rajapaksa
La famille Rajapaksa (en  singhalais : රාජපක්ෂ ) est une famille sri-lankaise qui occupe une place importante dans la politique du pays. Elle était l'une des familles les plus puissantes du Sri Lanka durant la présidence de Mahinda Rajapaksa (2005-2015), où de nombreux membres de la famille occupèrent des postes au gouvernement ou dans la haute administration de l'État sri-lankais,. Au fur et à mesure que leur pouvoir politique augmentait, il était rapporté que le pays se dirigeait vers l'autocratie,. À la suite de la défaite inattendue de Mahinda Rajapaksa à l'élection présidentielle de 2015, les membres de la famille furent accusés d'autoritarisme, de corruption, de népotisme et de mauvaise gouvernance. Lors de l'élection présidentielle de 2019, Gotabaya Rajapaksa, le frère de Mahinda Rajapaksa, se présente pour les élections et les remporte . La popularité de la famille Rajapaksa s'effondra après que leurs actions aient provoquées la crise économique qui a commencé en 2019, entraînant le défaut de paiement de la dette du Sri Lanka pour la première fois de son histoire post-indépendance en seulement 30 mois après son arrivée au pouvoir.

## Histoire
Les Rajapaksas sont une famille rurale de propriétaires terriens du village de Giruwapattuwa dans le district sud de Hambantota. La famille possédait des rizières et des plantations de noix de coco. L'un de ses membres, Don David Rajapaksa, occupait le poste féodal de Vidanarachchi à Ihala Valikada Korale. La famille est entrée sur la scène politique lorsque le fils de Don David Rajapaksa, Don Mathew Rajapaksa, fut élu en 1936 pour représenter le district de Hambantota au Conseil d'État. Don Mathew est mort en 1945 et lors de l'élection partielle qui en a résulté, son frère Don Alwin Rajapaksa a été élu sans opposition. Lors des élections législatives de 1947, deux membres de la famille ont été élus pour représenter les deux circonscriptions du district de Hambantota. Don Alwin Rajapaksa a été élu député de Beliatta et Lakshman Rajapaksa (le fils de Don Mathew) a été élu député de Hambantota. Les Rajapaksa ont continué à dominer la politique dans le district de Hambantota pendant les trois décennies suivantes avec deux autres membres de la famille, George Rajapaksa et Mahinda Rajapaksa, entrant également au parlement. Les Rajapaksa ont été représentés dans les législatures du pays sans interruption de 1936 à 1977. Cette séquence a pris fin après l'effondrement de l'UNP lors des élections parlementaires de 1977.
La famille est réapparue en tant que force politique dominante dans le district de Hambantota quand Mahinda et son frère Chamal Rajapaksa ont été élus lors des élections législatives de 1989 pour représenter le district électoral de Hambantota. Ils ont ensuite été rejoints par Nirupama Rajapaksa, Basil Rajapaksa et Namal Rajapaksa.
Bien que les Rajapaksa aient dominé la politique dans le district de Hambantota depuis 1936, la politique nationale était dominée par d'autres familles telles que la famille Senanayake et la famille Bandaranaike. Cela changea en 2005 lorsque Mahinda Rajapaksa fut élu président. Depuis lors, des membres de la famille Rajapaksa ont été nommés à des postes politiques de haut niveau. Immédiatement après avoir été élu président, Mahinda a nommé son frère Gotabhaya Rajapaksa au poste de ministre de la Défense. Un autre frère, Basil Rajapaksa, a été nommé comme principal conseiller présidentiel. En 2010, Mahinda Rajapaksa a été réélu président face à une grande coalition d'opposition qui comprenait l'UNP, la TNA et le JVP. Lors des élections législatives de 2010, Chamal Rajapaksa, Basil Rajapaksa et Namal Rajapaksa furent élus. Basil Rajapaksa a reçu 425 100 voix préférentiels dans le district de Gampaha, le plus élevé de tous les candidats aux élections générales de 2010, tandis que Namal Rajapaksa a obtenu 147 568 votes préférentiels du district de Hambantota, la majorité la plus élevée en pourcentage lors de ces élections,. Par la suite, Chamal a été élu président du Parlement à l'unanimité et Basil a été nommé ministre du Développement économique. Entre eux, les trois frères Rajapaksa étaient alors en charge de cinq ministères gouvernementaux : Défense et développement urbain, Loi et ordre, Développement économique, Finances et planification et Ports et autoroutes. À un moment donné, les frères auraient contrôlé directement 70% du budget national. Les Rajapaksa ont nié avoir le contrôle sur de tels montants. Selon le budget 2014, les frères géraient 47% du budget national (40% du budget de fonctionnement et 57% du budget d'investissement).
De nombreux autres membres de la famille élargie ont également été nommés à des postes de responsabilité dans les institutions de l'État. L'accumulation de tant de pouvoir par une seule famille a inévitablement conduit à des accusations de népotisme. Les Rajapaksa niaient ces accusations même si des preuves de corruption à grande échelle, telles que la censure des journalistes et la réticence de la famille à céder le pouvoir aux Tamouls récemment victorieux du nord du Sri Lanka, existaient partout dans le pays.
Après la défaite de l'administration de Mahinda Rajapaksa qui a entraîné la perte de leurs postes de responsabilité, certains de ses frères ont fui le pays pour éviter d'être arrêtés pour corruption et méfaits,.

### Scandale politique
À la suite de la défaite de l'élection présidentielle de 2015, la famille Rajapaksa a été accusée d'avoir abusé des ressources publiques pendant la campagne, y compris une utilisation de l'armée de l'air sri-lankaise dans cette campagne qui a coûté 17 273,28 $ (2 278 000,00 roupies) de fonds publics. La famille Rajapaksa a été l'objet de nombreuses plaintes pour abus des ressources de l'État de la part d'organisations et d'observateurs électoraux, notamment pour son implication dans des fraudes, des abus de pouvoir et des meurtres. Parmi les accusations figurent le blanchiment d'argent qui aurait fait sortir illégalement 5,31 milliards de dollars (700 milliards de roupies) du pays par l'intermédiaire de la Banque centrale en utilisant l'associé proche de Mahinda Rajapaksa, Ajith Nivard Cabraal, l'ancien gouverneur de la Banque centrale du Sri Lanka.
Le 23 janvier 2015, le gouvernement des Seychelles a annoncé qu'il aiderait le gouvernement sri-lankais à rechercher des fonds transférés par le régime Rajapaksa sur des comptes bancaires offshore de Port Victoria. En février 2015, l'Inde s'est engagée à aider le gouvernement Sirisena à retracer le milliard de dollars sorti illégalement du pays. Le gouvernement de Sirisena a demandé l'aide de la Banque mondiale et du Fonds monétaire international pour localiser cette richesse cachée afin de montrer la corruption présumée du régime précédent. Formant une unité anti-corruption dirigée par le Premier ministre Ranil Wickremesinghe, le nouveau cabinet a nommé une "équipe d'intervention rapide" de haut niveau pour enquêter sur les transactions foncières corrompues, la fixation des prix boursiers et l'abus de fonds publics à des fins politiques par la famille Rajapaksa et l'association étroite de Mahinda Rajapaksa.
L'opinion publique à l'égard du gouvernement au pouvoir dirigé par Rajapaksha a considérablement diminué lors de la crise monétaire et économique à laquelle le Sri Lanka a été confronté en 2022. Des manifestations contre leur régime ont eu lieu dans les principaux quartiers résidentiels de Colombo, dont une près de la résidence privée du président Gotabaya Rajapaksa . Dans l'escalade des protestations, une foule en colère a incendié plusieurs maisons appartenant à la famille Rajapaksa. Auparavant, les manifestants avaient été attaqués par des partisans du gouvernement.

### Election présidentielle 2019
En 2018, Gotabaya Rajapaksa, frère de Mahinda Rajapaksa, est apparu comme un candidat possible à l'élection présidentielle de 2019, qu'il remporta sur un programme pro-nationaliste, de développement économique et de sécurité nationale, obtenant la majorité des régions à prédominance cinghalaise de l'île. Il est la première personne ayant une formation militaire à être élue président du Sri Lanka et également la première personne à être élue président qui n'avait pas occupé de poste électif auparavant.

## Arbre généalogique

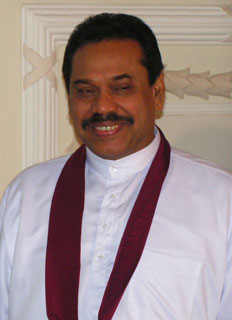
Mahinda Rajapaksa, président du Sri Lanka de 2005 à 2015

1. Don David Rajapaksa, Vidane Arachchi (poste colonial) + Dona Gimara Moonesinghe
1.1 Don Charles Coronelis Rajapaksa
1.2 Dona Carolina (Carlina) Bandara Weeraman
1.3 Don Mathew Rajapaksa (1896-1945), membre du Conseil d'État de Hambantota (1936-45), + Emalin (Emalyn) Weeratunga
1.3.1. Lakshman Rajapaksa (1924-1981), député de Hambantota (1947-52, 1956-60), député de Tissamaharama (1960-65), député de Mulkirigala (1976-77)
1.3.2. George Rajapaksa (décédé en 1976), ministre de la Santé, député de Mulkirigala (1960-76) + Lalitha Samarasekara
1.3.2.1. Nirupama Rajapaksa (né en 1962), vice-ministre de l'approvisionnement en eau et du drainage (2010-), député du district de Hambantota (1994-2000, 2005-2015) + Thirukumaran Nadesan
1.3.2.2. Shyamlal Rajapaksa (1966-2009),, Membre du Conseil provincial du Sud (1999-2004)  + Prashanthi
1.3.3. Esther Gurly Rupasinghe
1.3.4. Perle (Péri) Jayanthi Gunaratne
1.3.5. Kamala Wickramasuriya
1.3.5.1 Anoma Laphir, ancienne secrétaire de coordination du président 
1.3.5.2 Jaliya Wickramasuriya (née en 1960), ancienne ambassadrice aux États-Unis
1.3.5.3 Prasanna Wickramasuriya (en), ancien président d'Airport and Aviation Services Limited
1.3.6. Neil Kumaradasa Rajapaksa
1.3.7. Ruby Lalitha Rajapaksa + Nandasiri Rajapakse
1.3.7.1 Chitra
1.3.7.2 Kapila
1.3.7.3 Suyama
1.3.7.4 Maneesa
1.4. Don Alwin Rajapaksa (1905-67), vice-président du Parlement, ministre du gouvernement, député de Beliatta (1947-60, 1960-65) + Dandina Samarasinghe Dissanayake * (voir familles apparentées ci-dessous)
1.4.1. Chamal Rajapaksa (né en 1942), président du Parlement (2010-15), ministre de l'irrigation et de la gestion de l'eau (2007-2010), vice-ministre des plantations (2004-07), vice-ministre du développement des ports et du développement du Sud (2000-01), député du district de Hambantota (1989-) + Chandra Malini Wijewardene
1.4.1.1. Shashindra Rajapaksa, ministre en chef de la province d'Uva (2009-2015), membre du conseil provincial d'Uva pour le district de Monaragala (2009-), Basnayaka Nilame du Ruhunu Maha Kataragama Devalaya, secrétaire privé du président
1.4.1.2. Shamindra Rajapaksa, directeur de Sri Lankan Airlines (2010-2014), directeur de Sri Lanka Telecom (2010-2014) 
1.4.2. Jayanthi Rajapaksa (né en 1942)
1.4.2.1. Himal Laleendra Hettiarachchi, PDG de Sky Networks 
1.4.2.2. Rangani Hettiarachchi
1.4.3. Mahinda Rajapaksa (né en 1945), président (2005-2015), ministre de la Défense (2005-2015), ministre des Finances et du Plan (2005-2015), ministre des Autoroutes (2010), ministre des Ports et de l'Aviation (2010), Ministre des ports et autoroutes (2010-2015), Ministre de la loi et de l'ordre (2013-2015), Premier ministre (2004-05) (2018) (2019-présent), Chef de l'opposition (2002-04) (2018-19 ), chef de l'opposition (2001-02), ministre des Ports (2000-01), ministre des Pêches et du Développement des ressources aquatiques (1997-01), ministre du Travail et de la Formation professionnelle (1994-97), député de Hambantota District (1989-2005), député de l'électorat de Beliatta (1970-77) + Shiranthi Rajapaksa (née Wickremasinghe) ** (voir Familles apparentées ci-dessous)
1.4.3.1. Namal Rajapaksa (né en 1986), ministre des Sports et député du district de Hambantota (2010-), président de Tharunyata Hetak, propriétaire de Carlton Sports Network 
1.4.3.2. Yoshitha Rajapaksa (né en 1988), chef de cabinet du Premier ministre, propriétaire de Carlton Sports Network
1.4.3.3. Rohitha Rajapaksa (né en 1989)
1.4.4. Chandra Tudor Rajapaksa (1947-2018), secrétaire particulier du ministre des Finances, secrétaire particulier du ministre des Ports et des Autoroutes 
1.4.4.1. Chaminda Rajapaksa, conseiller présidentiel, coordinateur pour Hambantota
1.4.5. Lieutenant-colonel Gotabaya Rajapaksa (né en 1949), président (2019-2022), ancien secrétaire à la Défense, président des hôpitaux de Lanka, président de Lanka Logistics
1.4.5.1. Manoj Rajapaksa
1.4.6. Basil Rajapaksa (né en 1951), ministre du Développement économique (2010-15), député (2007-15), conseiller présidentiel principal (2005-), président d'Uthuru Wasanthaya (2009-13) + Pushpa Rajapaksa
1.4.6.1. Thejani Rajapaksa
1.4.6.2. Bimalka Rajapaksa
1.4.6.3. Ashantha Rajapaksa
1.4.7. Dudley Rajapaksa (né en 1957)
1.4.7.1. Mihiri Rajapaksa
1.4.8. Preethi Rajapaksa (né en 1959) + Lalith Priyalal Chandradasa, membre de la Securities & Exchange Commission, président de la Sri Lanka Ports Authority, membre du conseil des assurances, secrétaire général de la Government Medical Officers Association, président de PJ Pharma Care (Ceylan) Ltd, président de MED 1 (Pvt) Ltd, président de Employees Holdings Limited, président de l'Autorité nationale de développement de l'aquaculture, président de Ceylon Fisheries Harbours Corporation 
1.4.8.1. Malaka Chandradasa
1.4.8.2. Madhawa Chandradasa
1.4.8.3. Madini Chandradasa
1.4.8.4. Malika Chandradasa
1.4.9. Chandani (Gandani) Rajapaksa (né en 1961) + Thusitha Ranawaka
1.4.9.1. Eshana Ranawaka
1.4.9.2. Nipuna Ranawaka
1.4.9.3. Randula Ranawaka

## Familles apparentées

### Dissanayake
2. Samarasinghe Dissanayake
2.1. Dandina Samarasinghe Dissanayake + Don Alwin Rajapaksa (1905-1967), vice-président du Parlement, ministre du gouvernement, député de Beliatta (1947-60, 1960-65)
Voir l'arbre généalogique ci-dessus pour les descendants
2.2. Nanda Samarasinghe Dissanayake * (décédée en 2012)  + Wilbert Weeratunga
2.2.1. Udayanga Weeratunga, ambassadeur auprès de la fédération de Russie 
2.2.2. Ramani Weeratunga
2.2.3. Dayani Weeratunga
2.2.4. Gayani Weeratunga
2.3. Samarasinghe Dissanayake + Kanthi Wakkumbura

### Wickremasinghe
3. Commodore EP Wickremasinghe + Violet Wickramasinghe (décédé en 2008) 
3.1. Nishantha Wickramasinghe, président de SriLankan Airlines, président de Mihin Lanka
3.1.1. Dilshan Wickramasinghe, PDG d'Asset Networks (Pvt) Ltd/Asset Holdings (Pvt) Ltd 
3.1.2. Shehan Wickramasinghe, pilote de la SLAF.
3.2. Shiranthi Rajapaksa (née en 1947) (née Wickremasinghe)** + Mahinda Rajapaksa (né en 1945), président (2005-), Premier ministre (2004-05), ministre de la Pêche et du Développement des ressources aquatiques (2000-01), dirigeant de l'opposition (2002-04), chef de file de l'opposition (2001-02), député de Beliatta (1970-77), député du district de Hambantota (1989-2005)
Voir l'arbre généalogique ci-dessus pour les descendants
3.3. Srimal Wickramasinghe, chef de mission adjoint et ministre à l'ambassade à Vienne 
3.3.1. Tishan Wickramasinghe
3.3.2. Mishan Wickramasinghe

### Autres proches
- Sathya Hettige, juge puîné de la Cour suprême du Sri Lanka (2011-2014) [37]
- Janaka Wakkumbura, députée de Kalawana, district de Ratnapura